# No Hay Igual
"No Hay Igual" (Português: "Não Há Igual") é uma canção escrita pela cantora luso-canadiana ("canadense" no Brasil) Nelly Furtado, Tim "Timbaland" Mosley, Nate "Danja" Hills e Nisan Stewart, e produzida por Timbaland, Danja e Stewart para o terceiro álbum de Furtado, Loose (2006). Cantada em espanhol, foi lançada na América Latina como sendo o segundo single do álbum e nos EUA foi lançada como single digital apenas, a 18 de Abril de 2006, além de ser o primeiro single de boates do álbum.

## Formatos e faixas
Vinil Single de 12"
1. "No Hay Igual"
2. "No Hay Igual" (instrumental)

CD Single
1. "No Hay Igual" (versão do álbum)
2. "No Hay Igual" (remix) (participação de Residente Calle 13)
3. "No Hay Igual" (instrumental)

## Posições
| Top (2006)                                       | Melhor posição |
| ------------------------------------------------ | -------------- |
| Estados Unidos - Billboard Hot 100 Singles Sales | 39             |
| Chile - Top 100 Singles                          | 7              |
| Colômbia - Top 100 Singles                       | 23             |